# فريدي مارتن
فريدي مارتن (بالإنجليزية: Freddy Martin)‏ هو موزع أمريكي، ولد في 9 ديسمبر 1906 في كليفلاند في الولايات المتحدة، وتوفي في 30 سبتمبر 1983 في شاطئ نيوبورت في الولايات المتحدة.

## وصلات خارجية
- فريدي مارتن على موقع IMDb (الإنجليزية)
- فريدي مارتن على موقع ميوزك برينز (الإنجليزية)
- فريدي مارتن على موقع ديسكوغز (الإنجليزية)
- فريدي مارتن على موقع قاعدة بيانات الفيلم (الإنجليزية)